# Vădăstrița
Vădăstrița – wieś w Rumunii, w okręgu Aluta, w gminie Vădăstrița. W 2011 roku liczyła 3437 mieszkańców.